# Yngve Schartau
Yngve Schartau, född den 8 oktober 1886 i Sollefteå, död den 9 oktober 1969 i Stockholm, var en svensk jurist. Han var son till Alarik Schartau.
Schartau avlade studentexamen i Karlskrona 1905 och juris kandidatexamen vid Lunds universitet 1910. Han genomförde tingstjänstgöring i Ronneby 1911–1912, var amanuens i finansdepartementet 1912 och tjänstgjorde som tillförordnad domhavande och i Svea hovrätt 1912–1915. Schartau blev advokat i Stockholm sistnämnda år, blev delägare av Sven Aronssons advokatbyrå 1922 och innehavare av denna under namnet Yngve Schartaus advokatbyrå 1938. Han blev ledamot av Sveriges Advokatsamfund 1917 och styrelseledamot där 1932–1940. Schartau publicerade artiklar om juridiska frågor i facktidskrifter och dagspress. Han blev riddare av Vasaorden 1935 och av Nordstjärneorden 1945. Schartau är begravd på Danderyds kyrkogård.